# Félix Bret
Pour les articles homonymes, voir Bret.
François-Félix Bret, né le 16 février 1879 à Bessines-sur-Gartempe en Haute-Vienne et mort le 30 mai 1959 à Marseille, est un officier général français (général de brigade).  

## Biographie

### Famille
Félix Bret nait le 16 février 1879 à Bessines-sur-Gartempe en Haute-Vienne, du mariage de Théophile Bret, colonel, et de Cécile Faure,. En février 1920, il épouse Marie Siau à Marseille. De ce mariage, naissent deux enfants : Maurice Bret et une fille. Helene Bret,elle épouse Joseph Tassy à Marseille.
Il a pour frère jumeau le général de brigade Théodore Bret. Ils auront des vies parallèles pendant plus de 60 ans.

### Formation

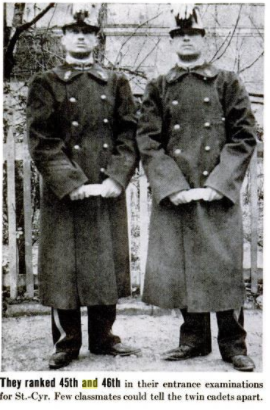
Les frères jumeaux Bret intégrèrent Saint-Cyr aux rangs de 45e et 46e en 1899.

Le 31 octobre 1899, il intègre l'école spéciale militaire de Saint-Cyr. Il en sort le 1er octobre 1901 avec le grade de sous lieutenant. Il est alors affecté au 63e régiment d'infanterie où il est promu lieutenant le 1er octobre 1903.
Avec son frère jumeau, il intègre l'École supérieure de Guerre le 1er novembre 1912. Pendant les cours, il est classé au 18e régiment d'infanterie le 9 avril 1913, au 53e régiment d'infanterie le 23 septembre 1913 et hors cadre le 23 mars 1914, date de sa promotion au grade de capitaine. Le 3 août 1914, l'école fermant, il est breveté d'état-major et rejoint son affection de guerre à l'État-Major du 13e corps d'armée.
Pendant ces années à l'École Supérieure de Guerre, les écrits des deux frères Bret sont tellement similaires que le maréchal Joffre ordonne une enquête interne qui conclut que les jumeaux ne copient pas l'un sur l'autre mais pensent de la même manière.

### Carrière militaire
Le 11 avril 1916, il est cité à l'ordre du 13e corps d'armée : « Au cours d'une longue période d'attaque, a assuré avec beaucoup d'énergie et de bravoure sa mission d'officier de liaison dans des circonstances particulièrement difficiles et sous des bombardements intenses, de manière à tenir le commandement au courant de tous les évènements intéressant l'unité de première ligne de laquelle il a été détaché ». Le 25 août 1918, il est cité à l'ordre du 30e corps d'armée : « Chargé du 3e bureau de l'État-major de la division d'infanterie, a exécuté des reconnaissances dangereuses dans le secteur nouvellement conquis et rapporté des renseignements précieux pour la mise sur pied de l'organisation défensive du terrain occupé par la division ». Il est nommé chef d'État-major de la 19e division d'infanterie le 25 septembre 1918. Il est compris dans la citation collective de la 19e division d'infanterie à l'ordre de la 10e armée du 9 octobre 1918 : « La 19e division d'infanterie sous les ordres du général Trouchaud comprenant l'état-major de la division. […] Il a fait preuve pendant quatre mois de combats sans interruption (29 mai au 6 août 1918) de qualités militaires hors de pair ; aussi solide dans la défense qu'acharné dans l'attaque, a du 29 mai au 3 juillet, arrêté les Allemands au Nord de l'Aisne et a capturé sur ce champ de bataille près de 1 500 prisonniers et 120 mitrailleuses. Il a pris du 21 juillet au 6 août 1918 une part spécialement glorieuse à la dernière offensive, se battant sans arrêt pendant 15 jours et faisant preuve d'une ténacité admirable ; s'est lancée le 2 août 1918 à la poursuite de l'ennemi en retraite et a atteint la Vesle la première de l'Armée ». Le 11 novembre 1918, l'armistice le trouve dans la région de Crécy-sur-Serre. Il est cité à l'ordre de la 19e division d'infanterie : « Faisant partie de l'État-major de la 19e division a pris, de mai à août 1918, une part active et brillante aux opérations qui ont fait citer la division à l'ordre de l'Armée ». Il est promu chef de bataillon à titre définitif le 25 juillet 1919, lieutenant-colonel au 23e régiment d'infanterie puis le 23 décembre 1936, il est promu général de brigade, comme son jumeau Théodore. Il prend sa retraite le 22 juin 1940

## Décorations
Il est officier de l'ordre national de la Légion d'honneur (1931), titulaire de la croix de guerre 14-18 (4 citations), de la médaille commémorative de la guerre 1914-1918, de la médaille interalliée 1914-1918 et de la médaille révolutionnaire tchécoslovaque.

## Reportage dans les médias
Les deux frères ont fait l'objet d'un reportage de Life Magazine publié le 9 mai 1939 : ressemblance quasiment parfaite, mêmes vies et mêmes carrières militaires pendant 60 ans, entrée à l'École spéciale militaire de Saint-Cyr aux rangs respectifs de 45e et 46e, mariés tous les deux en 1920, promus généraux de brigade le même jour, le 23 décembre 1936.